# Object Linking and Embedding

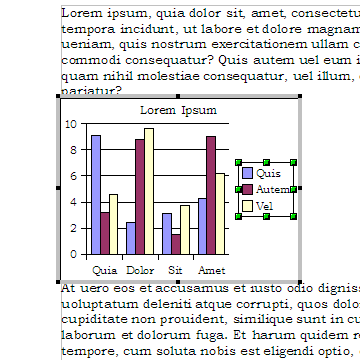
Exemple d'inclusion d'un graphique en tant qu'objet OLE dans un document avec le logiciel OpenOffice.org

 (octobre 2012).
Object Linking and Embedding (OLE) (littéralement « liaison et incorporation d'objets ») est un protocole et un système d'objets distribués, mis au point par Microsoft. Il permet à des applications utilisant des formats différents de dialoguer. Par exemple, un traitement de texte peut insérer une image provenant d'un logiciel de traitement d'image.

## OLE 1.0
La version 1.0, sortie en 1990, constituait une évolution du DDE (dynamic data exchange). Elle était basée sur les Virtual Method Table, voir (en) Virtual Method Table
Voir Component Object Model#OLE 1.0

## OLE 2.0
La version 2.0 utilisait le COM (Component Object Model) au lieu des Virtual Method Table.
Voir Component Object Model#OLE 2.0
Voir OCX : OLE Control Extension

## ActiveX
En 1996, Microsoft renomma OLE 2.0 en ActiveX.

## OLE DB
OLE DB permet l'accès à des bases de données, feuilles de calcul Excel et d'autres fichiers de données.

## Logiciels comparables dans le mondeopen source
- KParts de KDE
- Bonobo, basé sur CORBA (Common Object Request Broker Architecture)